# Thomas North
Sir Thomas North (Londen, ca. 1535 – aldaar, ca. 1601) was een Engels vertaler en militair.
North was de tweede zoon van Edward North, 1e Baron North. Hij zou zijn opgeleid aan Peterhouse, het oudste college van de Universiteit van Cambridge. In 1557 schreef hij zich in bij het Londense juridisch instituut Lincoln's Inn.
In 1574 vergezelde hij zijn broer tijdens een bezoek aan het Franse hof en diende een jaar lang als kapitein in het leger. In 1591 werd hij door Elizabeth I geridderd.
Het jaar daarop werd hij vrederechter in Cambridgeshire. In 1601 verleende de koningin hem een klein pensioen.
North maakte reizen door Frankrijk en begon zijn werk als vertaler aan de hand van een Franse vertaling van een Spaans werk: El Relox de Principes van Antonio de Guevara, dat hij in 1557 publiceerde onder de titel Diall of Princes. In 1563 voegde hij daar de vertaling van Guevara's Aviso de Privados aan toe.
North verwierf vooral vermaardheid door zijn vertaling, eveneens uit het Frans, van Plutarchus' werk Parallelle Levens. Hij gebruikte daarvoor de vertaling uit het Grieks van Jacques Amyot. Het verscheen in 1579 onder de titel The Lives of the Noble Grecians and Romanes. Hij droeg het werk op aan de koningin. De oorspronkelijke vertaling van Amyot bevatte overigens fouten, en North voegde er daar een aantal aan toe. Zijn in bloemrijke taal gestelde werk was zeer populair en vormde een bron voor William Shakespeare, die er gebruik van maakte in stukken als Julius Caesar, Coriolanus en Antony and Cleopatra.